# Beacon Valley
Beacon Valley es un suburbio de Ciudad del Cabo. Se encuentra dentro del área urbana de Mitchells Plain del municipio metropolitano de Ciudad del Cabo en la provincia de Cabo Occidental, Sudáfrica. Está ubicado en la parte central oriental de Mitchells Plain, justo al norte y al noreste del centro de la ciudad de Micheals Plain.

## Demografía
Según el censo de 2011, había 28,884 personas residiendo en Beacon Valley. La densidad de población era de 15,191 hab./km². De los 28,884 habitantes, Beacon Valley estaba compuesto por el 93.58% coloureds, el 4.74% eran negros, el 1.34% eran asiáticos, el 0.21% eran blancos y el 1.05% pertenecían a otras razas.